# Karin Høj
Karin Høj är en danskregistrerad bottentippningspråm byggd 1977.  Karin Høj var den 13 december 2021 klockan 03:30 inblandad i en fartygsolycka i Bornholmsgattet mellan Kåseberga och Rönne. 
Karin Høj rammades av det engelskregistrerade lastfartyget Scot Carrier, varvid Karin Høj slog runt med två personer ombord.
Räddningsaktionen blev omfattande med ett 10-tal båtar från Sjöräddningen och Kustbevakningen, även flyg och helikopter deltog i sökande efter besättningen. Vid dykning hittades en person död ombord i en hytt, en person saknas fortfarande. 
Två personer på Scot Carrier anhölls direkt, en släpptes efter förhör, den andre häktades misstänkt för grovt vållande till annans död, grovt sjöfylleri och grov vårdslöshet i sjötrafik.
Den misstänkte brittiske besättningsmannen, som sedan den 15 december 2021 satt häktad i Trelleborg, fick sin överklagan i både Hovrätten och HD  avslagen, och överlämnades  i februari 2022 till Danmark för kommande rättegång.  Rättegången i Köpenhamns tingsrätt startade den 16 juni 2022  och samma dag erkände mannen på alla de punkter som han åtalats för och dömdes till 1,5 års fängelse.